# 고인물

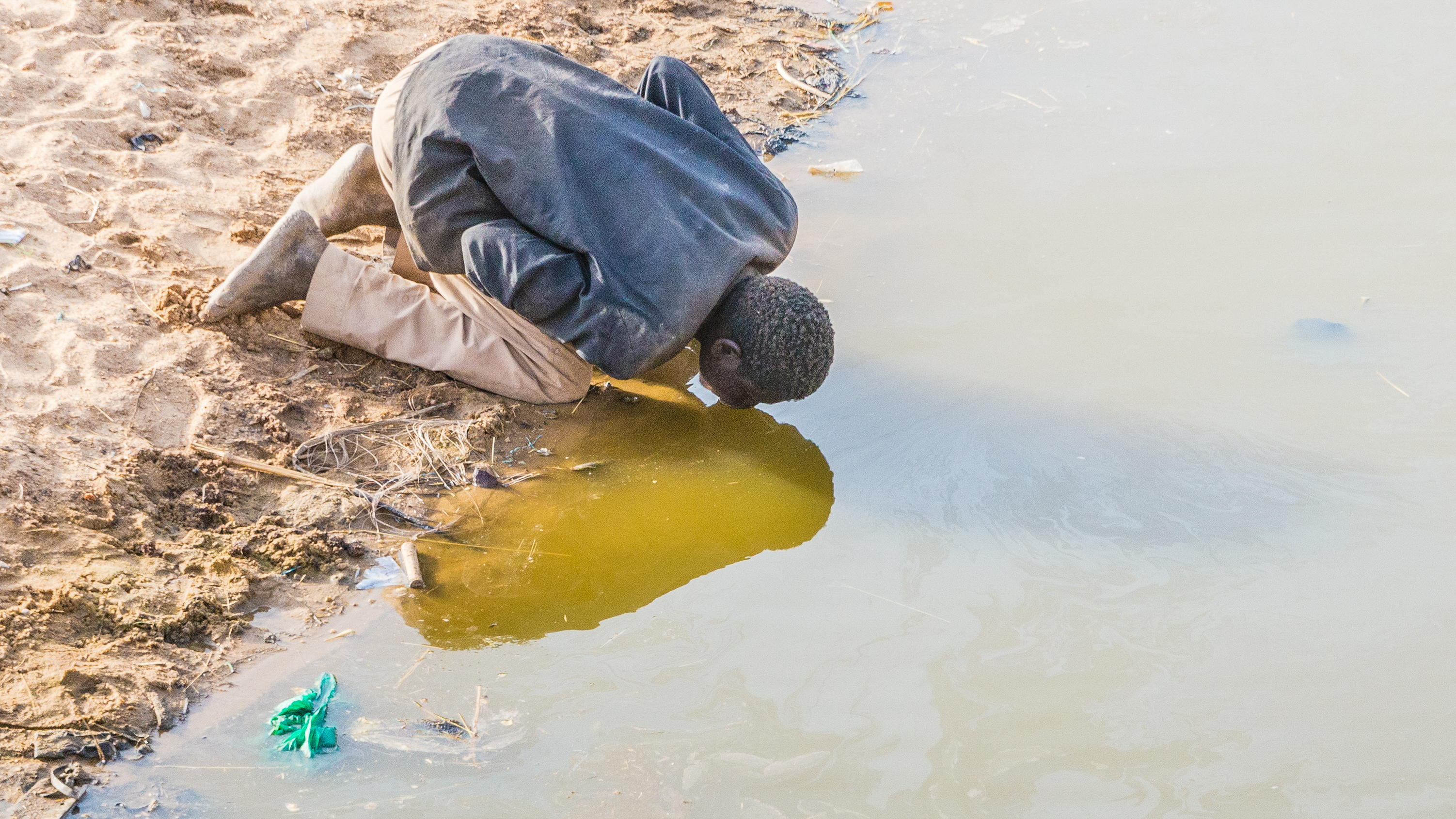
차드에서 고인물을 마시는 남성

고인물은 물의 흐름이 멈추면 발생한다. 고인물은 환경에 심각한 위험을 초래할 수 있다.

## 위험
말라리아와 뎅기열은 고인물의 주요 위험 중 하나이며, 이는 이러한 질병을 전염시키는 모기의 온상이 될 수 있다.
고인물은 흐르는 물보다 여러 종류의 박테리아와 기생충이 더 잘 배양될 수 있는 환경을 제공하기 때문에 마시기에 위험할 수 있다. 특히 사막이나 강수량이 적은 지역에서는 고인물이 사람과 동물의 배설물로 오염될 수 있다. 6일 정도의 물 정체는 박테리아 군집 구성을 완전히 변화시키고 세포 수를 증가시킬 수 있다.
고인물은 중복되기는 하지만 다음과 같은 기본 유형으로 분류될 수 있다.
- 수역 정체(늪, 호수, 석호, 강 등의 정체)
- 지표수 및 지하수 정체
- 갇힌 물 정체. 물은 사람이 만든 인공물(폐기한 캔, 화분, 타이어, 움푹 파인 곳, 지붕 등)뿐만 아니라 속이 빈 나무 줄기, 잎집 등과 같은 천연 용기에도 갇힐 수 있다.

지표수의 정체를 방지하려면 지표면과 하층토를 배수 (공학)하는 것이 좋다. 지하수위가 얕은 지역은 자연적인 토양 배수의 가용성이 낮기 때문에 지하수 정체에 더 취약하다.

## 같이 보기
- 부영양화
- 습지
- 수질 오염